# Opistophthalmus pygmaeus
Opistophthalmus pygmaeus ist ein in Namibia endemisch vorkommender Skorpion aus der Familie Scorpionidae.

## Merkmale
Opistophthalmus pygmaeus ist ein kleiner Skorpion von 38 bis 42 Millimetern Länge und kräftig brauner Farbe. Die Tergite und die Sternite sind gelbbraun. Die hinteren Ränder von Carapax, Tergiten und den dritten bis sechsten Sterniten sind dunkel gelborange, das Kammorgan hellgelborange. Die Beine und das Telson sind braunorange gefärbt.
Das mediane Ocellenpaar befindet sich deutlich vor der Mitte des Carapax, die Länge des Carapax beträgt etwa das 2,10 bis 2,25fache des Abstands der Ocellen zum Vorderrand. Die medianen Ocellen sind groß, mit einem nur geringen Abstand zueinander. Das Sternum ist annähernd fünfeckig und etwas länger als breit. Die Kammorgane haben bei männlichen Skorpionen neun bis 13 Zähne, bei weiblichen einen bis drei Zähne. Die Länge der Cheliceren entspricht etwa 60 Prozent der Länge des Carapax, ihre Finger sind länger als der Handrücken, die beweglichen Finger sind am Ende stark gebogen. Bei den Chelae der Pedipalpen beträgt das Verhältnis der Längen der beweglichen Finger zur Länge der Handrücken etwa 1,06 zu 1. Die Beine der beiden vorderen Beinpaare weisen am vorderen und hinteren Rand von Telotarsus, Basitarsus und Tibia jeweils eine kammartige Reihe langer Setae auf.
Männliche Skorpione bleiben mit maximal 38 Millimetern kleiner als die weiblichen mit bis zu 42 Millimetern Körperlänge. Die männlichen Skorpione haben einen proportional schmaleren Carapax und wirken daher schlanker. Die Oberfläche des Carapax und der Tergite ist bei männlichen Skorpionen leicht granuliert, auch der Bereich um die medianen Ocellen, bei weiblichen glatt und glänzend. Die ventrale Oberfläche des fünften metasomalen Segments ist dicht und fein gekörnt, ventrale und laterale Kiele fehlen. Die vordere Hälfte des Unterseite des Telson ist leicht granuliert. Die Ober- und Außenseiten der Chelae, Tibien und Femora der Pedipalpen sind glatt und glänzend, mit einer leichten netzartigen Textur. Alle anderen Oberflächen des Exoskeletts sind glatt und glänzend.
Opistophthalmus pygmaeus ist eng mit Opistophthalmus concinnus verwandt, unterscheidet sich jedoch von diesem und von allen anderen Arten der Gattung Opistophthalmus durch seine geringe Größe, die Position der medianen Ocellenpaare auf dem Carapax und die Anzahl und Verteilung der Trichobothrien auf Chelae und Tibien der Pedipalpen. Die Hemispermatophoren beider Arten unterscheiden sich in mehreren Merkmalen.

## Verbreitung und Lebensraum
Die Terra typica von Opistophthalmus pygmaeus befindet sich auf der Farm Louwshoop bei Karasburg in der namibischen Region ǁKaras (28° 3′ 23″ S, 18° 4′ 47″ O). Für die Art wird ein sehr begrenztes Verbreitungsgebiet im Süden Namibias, südlich des 27. Breitengrads, angenommen.

## Lebensweise
Alle aufgefundenen Exemplare von Opistophthalmus pygmaeus wurden während der Nacht auf Dünen oder auf sandigen Oberflächen ruhend entdeckt. Der Boden hatte eine geringe Härte, doch es konnten keine Wohnröhren gefunden werden. Daher ist unsicher, ob die Fundorte auch jene Orte sind, an denen die Art ihre Bauten anlegt. Die Art lebt sympatrisch mit Opistophthalmus lornae.

## Systematik

### Erstbeschreibung
Die Erstbeschreibung von Opistophthalmus pygmaeus erfolgte 1979 durch den südafrikanischen Arachnologen Bruno H. Lamoral in einer umfangreichen Monografie der Skorpione Namibias, veröffentlicht in den Annals of the Natal Museum (heute African Invertebrates).

### Typmaterial
Das ungewöhnlich umfangreiche Typmaterial besteht aus einem adulten weiblichen Holotypus und zwei weiblichen und 160 männlichen Paratypen. Der Holotypus und zahlreiche Paratypen befinden sich in der Sammlung des KwaZulu-Natal Museums in Pietermaritzburg. Weitere Paratypen sind in den Sammlungen des Ditsong National Museum of Natural History in Pretoria, des Namibischen Nationalmuseums in Windhoek, des Natural History Museum in London, des Muséum national d’histoire naturelle in Paris, des American Museum of Natural History in New York und der California Academy of Sciences in San Francisco deponiert.

### Etymologie
Der Artname pygmaeus ist von dem altgriechische Wort πυγμαῖος pygmaíos abgeleitet, das in der Antike mit der Bedeutung zwergenhaft in die lateinische Sprache übernommen wurde. Er bezieht sich auf die im Vergleich zu anderen Arten der Gattung Opistophthalmus geringe Körpergröße.